# Medalla por el Desarrollo de Siberia y el Lejano Oriente
La Medalla por el Desarrollo de Siberia y el Lejano Oriente (en ruso: Меда́ль «За развитие Сибири и Дальнего Востока») es una medalla conmemorativa estatal de la Federación de Rusia establecida por Decreto del Presidente de la Federación Rusa n.º 587 del 29 de agosto de 2022 y otorgada a ciudadanos rusos y extranjeros, en reconocimiento por su contribución al desarrollo de Siberia y el Lejano Oriente

## Reglamento
La Medalla por el Desarrollo de Siberia y el Lejano Oriente fue establecida por Decreto N.º 587 del Presidente de la Federación de Rusia del 29 de agosto de 2022. El mismo decreto aprobó el reglamento sobre la medalla y su descripción.
La medalla se otorga a los ciudadanos de la Federación de Rusia por sus servicios al desarrollo de Siberia y el Lejano Oriente, incluso en el campo de la construcción estatal, la economía, la producción industrial, el transporte, la energía y la infraestructura de información y telecomunicaciones, la agricultura, la ciencia y la cultura, arte, educación, salud, seguridad ambiental y otras áreas de actividad.
Dicha medalla también se puede otorgar a ciudadanos extranjeros por méritos especiales en el desarrollo de Siberia y el Lejano Oriente.
La medalla se usa en el lado izquierdo del pecho y en presencia de otras medallas de la Federación de Rusia, se debe colocar tras la Medalla por los Méritos en la Exploración del Espacio. Para ocasiones especiales y posible uso diario, se proporciona una copia en miniatura de la medalla que se debe colocar después de la copia en miniatura de la Medalla al Mérito en el Desarrollo de la Energía Nuclear.
Cuando se lleva la cinta de la medalla en la tapeta del uniforme, se ubica después del listón de barra de la Medalla por los Méritos en la Exploración del Espacio.

## Descripción de la medalla

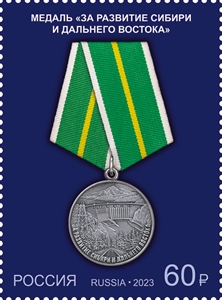
Sello de correos de Rusia de 2023 con una imagen de la medalla

La Medalla por el Desarrollo de Siberia y el Lejano Oriente es una medalla circular de metal plateado de 32 milímetros de diámetro con un borde convexo por ambos lados.
En el anverso de la medalla, hay una imagen de una composición que simboliza el desarrollo de Siberia y el Lejano Oriente. Al fondo, en la parte superior de la medalla, se encuentra una colina junto a la cual se encuentra la presa de la central hidroeléctrica Sayano–Shúshenskaya. En el lado izquierdo de la medalla hay una serie de objetos industriales: una torre de perforación de petróleo y una bomba de petróleo. En primer plano de la medalla se puede observar un ferrocarril que desemboca en el centro de una imagen estilizada de la taiga. En la parte inferior, siguiendo la circunferencia de la medalla, hay una inscripción en letras en relieve, que dice:«POR EL DESARROLLO DE SIBERIA Y EL LEJANO ORIENTE» (en ruso, «ЗА РАЗВИТИЕ СИБИРИ И ДАЛЬНЕГО ВОСТОКА»). En el reverso, sobre el fondo de una imagen en relieve del globo terráqueo, hay una imagen del contorno de Siberia y el Lejano Oriente, así como el número de serie de la medalla.
La medalla está conectada con un ojal y un anillo a un bloque pentagonal cubierto con una cinta muaré de seda verde claro con franjas blancas a lo largo de los bordes y una franja amarilla longitudinal en el medio de la cinta. El ancho total de la cinta es de 24 mm y el ancho de las franjas blancas y amarillas es de 2 mm.
Cuando se lleva la cinta de la medalla en el uniforme, se utiliza una tira con una altura de 8 mm y un ancho de 24 mm.